# Peggle
Peggle — казуальная игра в жанре головоломки, разработанная Сукхбиром Сидху (англ. Sukhbir Sidhu) и Брайаном Ротштейном (англ. Brian Rothstein) из компании PopCap. Изначально выпущенная для Microsoft Windows и Mac OS X в 2007 году, она позже стала доступной для Android, Xbox 360, PlayStation 3, Nintendo DS, Windows Mobile, iPod, iOS, Zeebo, а также в качестве Java-приложения. В сентябре 2008 года выпущен сиквел под названием Peggle Nights, а в 2014 году PopCap выпустила Peggle Blast для Android и iOS

## Игровой процесс
Peggle основана на японской игре патинко. Игрок имеет 10 шаров, которыми он стреляет с верхней части экрана, пытаясь попасть по цветным блокам. В чем большее количество блоков попадёт игрок, тем большее число очков он получит. После выстрела количество шаров уменьшается на один. Однако, если после попадания в блоки шар упадёт в двигающуюся снизу корзину, то количество шаров не изменяется. Если шар не попадёт ни в один блок, есть шанс получить дополнительный шарик. Также если игрок набирает 25 000 очков за один выстрел, то количество шаров также не изменяется.
На уровнях присутствуют оранжевые, синие, зелёные и фиолетовые блоки. Для прохождения уровня игроку необходимо выбить все оранжевые блоки.

## Отзывы
| Сводный рейтинг    | Сводный рейтинг | Сводный рейтинг | Сводный рейтинг |
| Издание            | Оценка          | Оценка          | Оценка          |
| Издание            | PC              | PS3             | Xbox 360        |
| ------------------ | --------------- | --------------- | --------------- |
| GameRankings       | 85,20 %         | 89,30 %         | 89,33 %         |
| Metacritic         | 85/100          | N/A             | 89/100          |
| Иноязычные издания |                 |                 |                 |
| Издание            | Оценка          | Оценка          | Оценка          |
| Издание            | PC              | PS3             | Xbox 360        |
| Eurogamer          | 9/10            | N/A             | 9/10            |
| IGN                | N/A             | N/A             | 9/10            |
| OXM                | N/A             | N/A             | 9,5/10          |
| PC Gamer (UK)      | 8/10            | N/A             | N/A             |

Игра была хорошо принята игровой прессой. Однако в первые недели после релиза для Windows игре не удалось продаться больши́м тиражом. После этого была выпущена специальная, бесплатная версия игры — Peggle Extreme, в которую были добавлены персонажи Half-Life 2. Также началась маркетинговая кампания в сети Steam, после которой популярность игры среди игроков увеличилась. По состоянию на 2009 год, Peggle (демо-версия и полная версия) была скачана 50 миллионов раз, однако PopCap не сообщает, сколько из них приходится на полную версию.